# Sarcophaga africa
Sarcophaga africa är en tvåvingeart som först beskrevs av Christian Rudolph Wilhelm Wiedemann 1824.  Sarcophaga africa ingår i släktet Sarcophaga och familjen köttflugor. Arten är reproducerande i Sverige. Inga underarter finns listade i Catalogue of Life.